# Štefan Harvan
Štefan Harvan (17. května 1937, Kežmarské Žľaby - 9. ledna 2007, Kežmarok) byl československý lyžař.

## Lyžařská kariéra
Na IX. ZOH v Innsbrucku skončil v běhu na lyžích na 30 km na 26. místě a na 50 km 22. místě. Na Mistrovství světa v klasickém lyžování 1966 v Oslo skončil v běhu na 50 km na 19. místě. Třikrát vyhrál mistrovství Československa.